# ラバウル小唄
ラバウル小唄（ラバウルこうた）は、日本の戦時歌謡である。作詞：若杉雄三郎、作曲：島口駒夫。1945年発売。

## 概要
この歌は、元々1940年にビクターより発売された「南洋航路」（作詞作曲は同じ人物、歌：新田八郎）が元歌である。
歌詞に太平洋戦争の日本海軍の拠点であったラバウルの地名が入っていたこともあり、南方から撤退する兵士たちによって好んで歌われ、復員後に広められた。このため、戦争末期の日本で、レコードとしてでなく、先に俗謡として流行した。
また、1948年に同じメロディの「さらば港よ」がポリドールより青山一郎の歌で発売されている。こちらは編曲者が森山哲となっている。

## 曲
出だし

## 歌詞
歌詞については、二つのパターンが存在する。
- 一つは、「さらばラバウルよ」の歌い出しで、後に元歌である南洋航路の歌詞が続くものである。
- 二つ目は、歌い出しは一緒であるが、二番が「船は出ていく」とオリジナルのものとなり、後が元歌という形である。

なお、一つ目では南洋航路の歌詞がすべて入っているが、二つ目は元歌三番目の歌詞「流石男と」の部分が欠けている。
- また、旧海軍軍楽隊有志の歌うもの（ https://m.youtube.com/watch?v=8aasqG68zjs ）　と、ザ・ドリフターズの歌うラバウル小唄では別パターンの歌詞が採用されており、この主流の二つの歌詞以外にも多種多様な歌詞が存在する。（ただしどの歌詞も南洋航路の歌詞を概ねを転用していることに変わりはない）

## その他
「ラバウル海軍航空隊」がラバウル航空隊を歌ったものであるのに対し、「ラバウル小唄」は海の男や、ラバウルへの船旅のことを歌ったものだと言える。
なお、台湾の日本軍歌DVDでは、どちらとも三鷹淳によってカバーされたものが存在するが、映像はほとんどが陸軍機か特攻隊のものであり、ラバウル航空隊とは全く異なるものになってしまっている。
1970年にフジテレビ系列で放送されたバラエティ番組『祭りだ!ワッショイ!』のワンコーナー「おたのしみアニメ劇場（歌謡アニメ劇場）」において、渥美清の歌う「ラバウル小唄」が使用された。